# Edmund Eisele
Edmund Eisele (* 1954 in Kreuzthal) ist ein ehemaliger deutscher Skirennläufer. 
Er startete für den WSV Isny. 1973 wurde er auf der Kandahar-Strecke bei Garmisch Deutscher Meister im Abfahrtslauf. 
Nach seiner Karriere als Skifahrer arbeitet er als Schreiner bei einem Wohnwagen-Hersteller.
Er ist dafür bekannt, dass er stets barfuß läuft. Eisele engagiert sich für seine Heimat Kreuzthal (u. a. im Gemeinderat). Sein Hobby ist das Alphornblasen.